# Hybomitra portucalensis
Hybomitra portucalensis är en tvåvingeart som beskrevs av Travassos Santos Dias 1985. Hybomitra portucalensis ingår i släktet Hybomitra och familjen bromsar.
Artens utbredningsområde är Portugal. Inga underarter finns listade i Catalogue of Life.